# Lukas Hoffmann (Fußballspieler)
Lukas Hoffmann (* 13. April 1997 in Homburg) ist ein deutscher Fußballspieler.

## Werdegang
Hoffmann begann mit dem Fußballspielen beim FC 08 Homburg, bevor der Innenverteidiger in die Jugend des 1. FC Saarbrücken wechselte. 2013 kam er ans Leistungszentrum der TSG 1899 Hoffenheim. Ab 2014 spielte er mit der U19 des Vereins in der A-Junioren-Bundesliga. In der Saison 2015/16 erreichte er mit der Mannschaft das Finale um die deutsche A-Junioren-Meisterschaft und scheiterte im Finale mit 3:5 an der U19 von Borussia Dortmund. Im Sommer 2016 erhielt er beim Drittligisten SG Sonnenhof Großaspach seinen ersten Profivertrag. Sein Profidebüt gab er am 2. Dezember 2016 im Ligaspiel am 17. Spieltag gegen den SV Wehen Wiesbaden, nachdem er eine Minute vor Spielende eingewechselt wurde. Seinen ersten Einsatz in der Startelf erhielt er am 25. Spieltag beim 0:1-Sieg beim Halleschen FC. Nachdem er in der Spielzeit 2017/18 nur noch zu drei Teileinsätzen in der Liga gekommen war, löste er seinen Vertrag bei Großaspach am Saisonende auf.
Von 2018 bis 2020 war Hoffmann für den SSV Ulm tätig.